# St.-Arbogast-Kapelle (Dottingen)

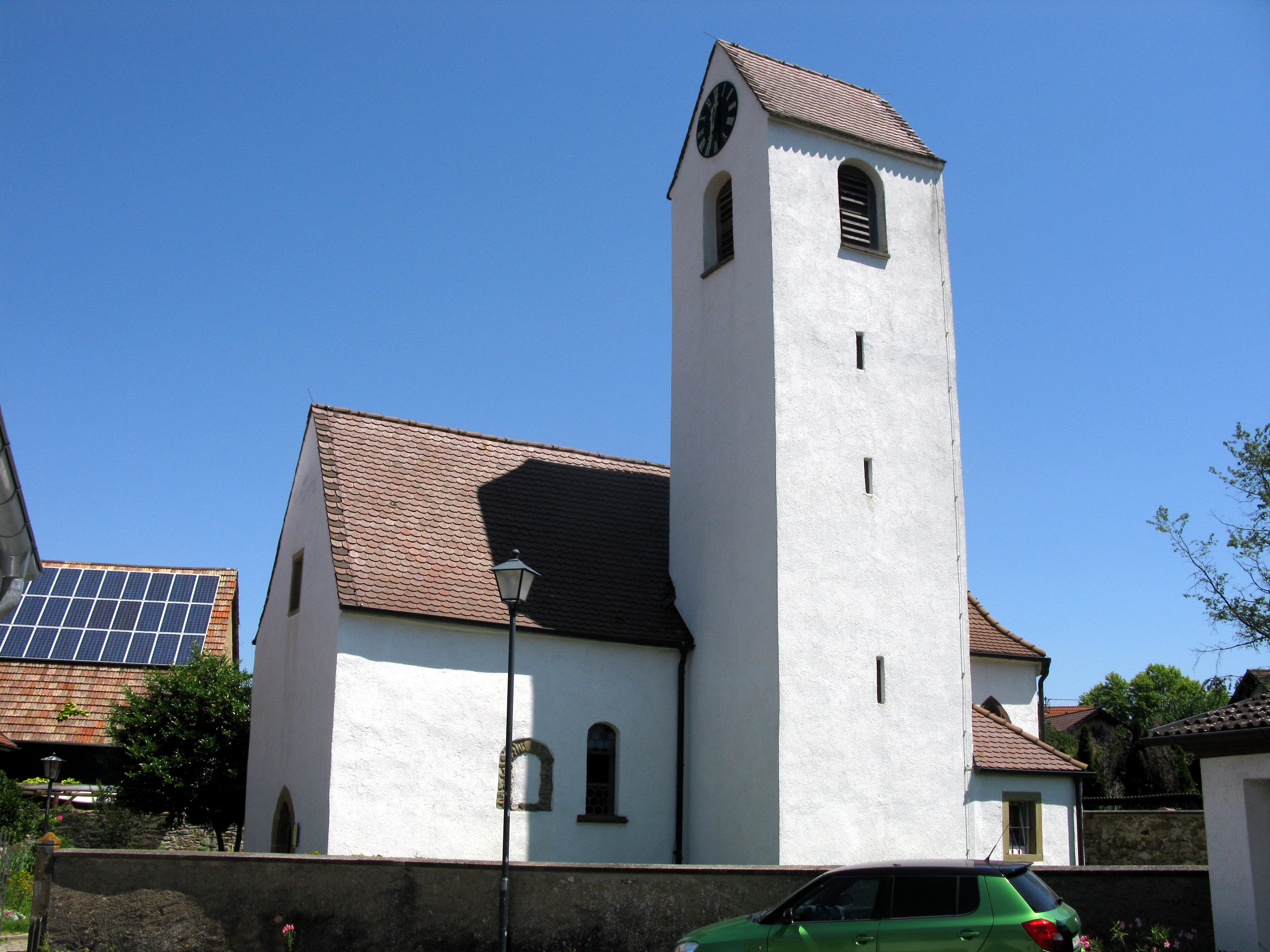
St.-Arbogast-Kapelle in Dottingen

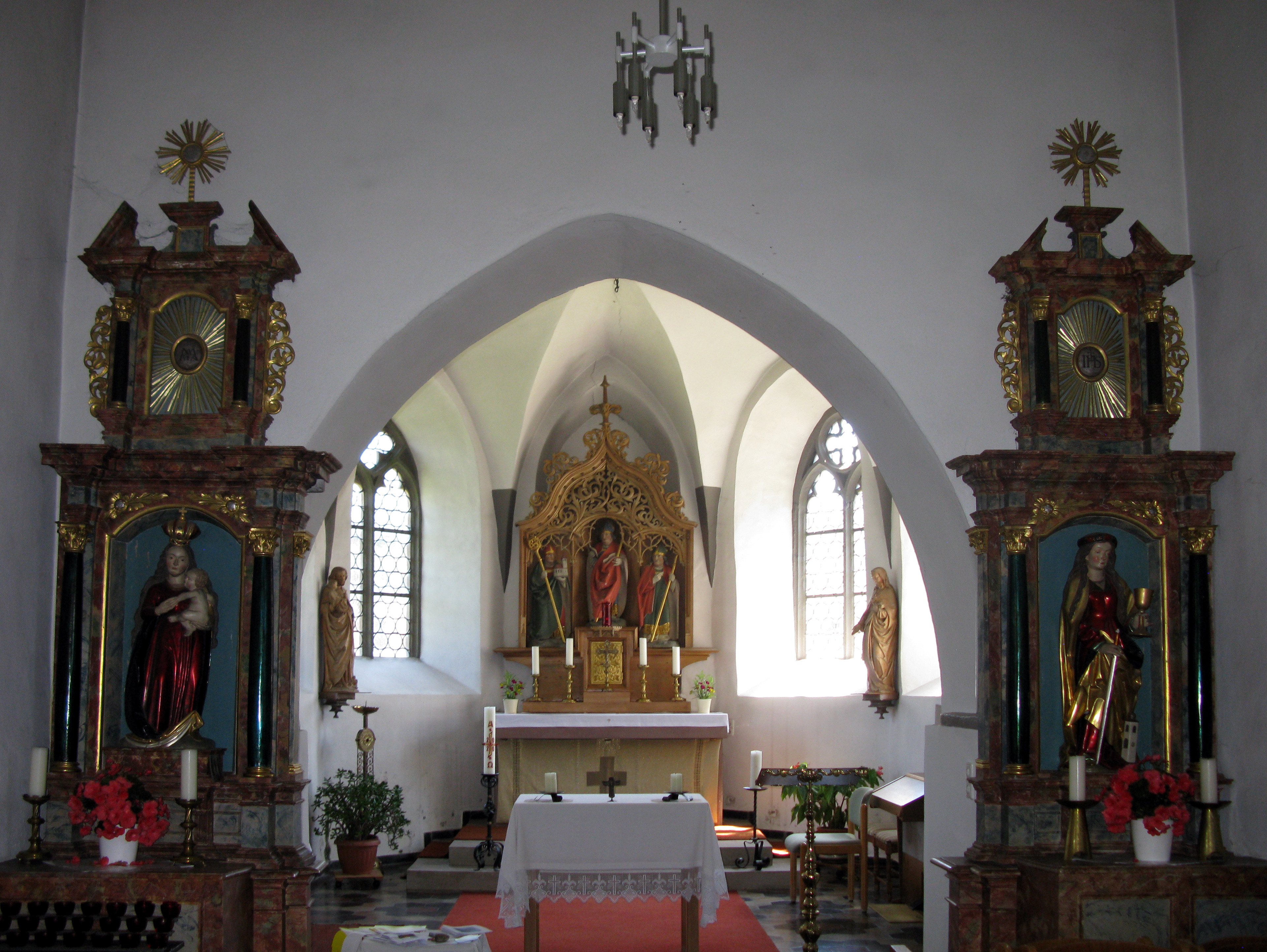
Innenansicht

Die römisch-katholische St.-Arbogast-Kapelle steht in Ballrechten-Dottingen, einer Gemeinde im Landkreis Breisgau-Hochschwarzwald von Baden-Württemberg. Sie gehört zur Pfarrei St. Erasmus im Dekanat Breisach-Neuenburg des Erzbistums Freiburg und ist beim Landesamt für Denkmalpflege Baden-Württemberg als Baudenkmal eingetragen.

## Beschreibung
Die 1325 erstmals genannte Kapelle besteht aus einem romanischen Langhaus, einem eingezogenen, dreiseitig geschlossenen Chor aus der zweiten Hälfte des 14. Jahrhunderts im Osten und einem romanischen Kirchturm an der Südseite des Langhauses an der Ecke zum Chor. Das oberste Geschoss des mit einem Satteldach bedeckten Kirchturms beherbergt den Glockenstuhl, in den Giebeln sind die Zifferblätter der Turmuhr angebracht.
Im Glockenstuhl hängen zwei Glocken:
- Eine kleine Bronzeglocke, die Scheidglocke (Totenglocke), stammt aus dem Jahr 1723. Bei einem Durchmesser von 530 mm wiegt sie 80 kg; sie klingt mit dem Schlagton f″. Ihre Inschrift lautet: „Hans Heinrich Weidnauer in Bassell (Basel) goss mich for (für) die Gem (Gemeinde) in Ballrechten“.
- Die größere Glocke ist eine Eisenhartgussglocke und wurde 1948 in der Glockengießerei J. F. Weule gegossen. Sie klingt mit dem Ton des″ und trägt die Inschrift: „König des Friedens, bitte für uns“.

Der Innenraum des Langhauses, der etwa 50 Personen Platz bietet, ist mit einer Flachdecke überspannt, der um eine Stufe erhöhten Chor wird mit einem Kreuzgratgewölbe überwölbt. An der Nordwand des Chors befindet sich ein kleines Sakramentshaus. Holzskulpturen aus verschiedenen Jahrhunderten sind im Kirchenraum verteilt.  Der Hauptaltar im Chor zeigt drei Bischöfe, vermutlich in der Mitte den heiligen Arbogast, links den heiligen Wolfgang und rechts den heiligen Erasmus. Weiterhin finden sich im Chor zwei Skulpturen aus dem 19, Jahrhundert, links Josef mit dem Jesuskind, rechts eine Herz-Jesu-Darstellung. Die Seitenaltäre vor dem Chorbogen zeigen je eine Skulptur aus dem 15. Jahrhundert, links eine Mondsichelmadonna, rechts die heilige Barbara mit ihren Attributen Kelch in der Hand und Turm zu Füßen. Ein lebensgroßes Kruzifix an der Südwand stammt wohl aus dem 18. Jahrhundert.

## Nachweise
1. ↑  Glockendatenbank createsoundscape.de

Koordinaten: 47° 51′ 27,7″ N, 7° 41′ 21,6″ O